# Masters of Hardcore
Pour les articles homonymes, voir MoH.
Masters of Hardcore, souvent abrégé MOH ou M.O.H., est un label néerlandais de techno hardcore. Masters of Hardcore est également décliné en festival indépendant et sous forme d'une série de compilations. Fondé en 1995 par Outblast (label) et King Matthew (festivals), le label est, peu après sa création, pris à partie par les politiciens et médias locaux lors de prises de position politiques. Cependant, Masters of Hardcore s'oppose au racisme adopté par une minorité des gabbers, à la répression des autorités qui considèrent le mouvement techno hardcore comme étant dangereux pour la jeunesse, mais aussi au populisme qui à cette époque s'intensifie aux Pays-Bas sous l'impulsion de Pim Fortuyn.
Des années plus tard, le label renaît sous l'influence des nouveaux artistes. Masters of Hardcore fait partie intégrante des labels majeurs du domaine gabber basés aux Pays-Bas et dans le monde entier. Le label possède ses propres médias - albums et compilations, produits dérivés (vêtements, posters, DVD, etc.), ventes de morceaux musicaux par Internet et sa propre radio en direct. De plus, le label organise annuellement ses soirées indépendantes, principalement aux Pays-Bas et en Belgique. Au fil de son existence, le label a vu et voit passer de nombreux artistes et groupes à la notoriété internationale tels que notamment Angerfist, Endymion, Tha Playah, et The Stunned Guys.
Le festival, organisé aux côtés de Art of Dance, est considéré par la presse spécialisée comme le plus grand événement de hardcore au monde,.

## Histoire

### Débuts et déclin

Logo des débuts.

Logo en relief.

Masters of Hardcore est originellement fondé en 1995 par Marc Out et Matthijs Hazeleger. Le label émerge en réponse au déclin de la scène gabber et de sa musique, causé par sa diabolisation générale par les politiciens et médias locaux. D'après son site officiel, le manifeste du label est explicite : « Abandonné par les fans qui ne croyaient plus au hardcore. Déconsidéré par les médias et interdit par des politiciens ignorants. Nous avons un message : Allez ! tous ! vous faire foutre ! »).
La première sortie du label est un vinyl du même nom « Masters of Hardcore » incluant deux compositions de Bass-D and King Matthew, Rob Gee et DJ J.D.A, publié en avril 1996. Aux alentours de 1998, la scène hardcore atteint un point critique - les labels majeurs n'étaient plus inspirés dans la production de ce style musical et bon nombre d'entre eux tentaient d'organiser des événements dance et trance ; au prix de longues batailles juridiques, une soirée MOH est alors organisée : les 2 000 places prévues sont vendues. Les premières compilations anglais : Masters of Hardcore se vendent à 30 000 exemplaires : aucun grand succès ne se fait pour le moment ressentir, mais le label gagne en indépendance. MOH s'agrandit alors avec l'arrivée d'autres artistes ayant précédemment beaucoup contribué au succès des festivals Thunderdome et de leurs compilations homonymes ; ces artistes incluent notamment Buzz Fuzz, DJ Paul et The Prophet. Dès 1999, Masters of Hardcore gagne de l'ampleur et une capacité maximum de près de 20 000 personnes assiste à leurs soirées.

### Retour et popularisation

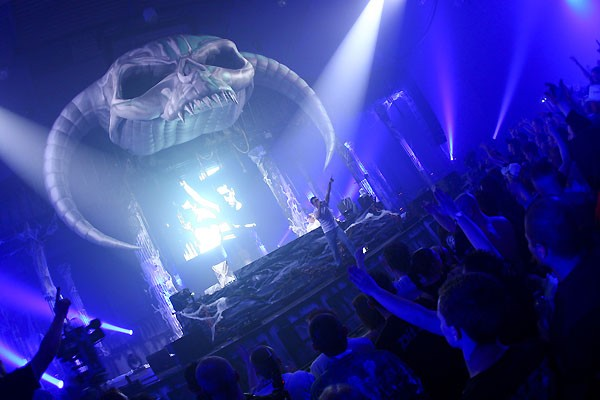
Masters of Hardcore, 15 années d'existence 15 Years (2010).

Grâce à l'influence de nombreux artistes, Masters of Hardcore devient plus actif au début de l'année 2000, paradoxalement alors que la scène musicale gabber est à un stade critique. Ce n'est qu'au plus tard des années 2000 que Masters of Hardcore gagne en popularité avec l'émergence d'Internet (notamment, grâce aux comptes de réseaux sociaux faisant la promotion du label et de ses artistes). De nouveaux artistes font leur apparition comme Danny Masseling en 2002, alors sous le nom de Kid Morbid, et DaY-már en 2005 qui fera ses débuts dans la radio officielle du label. En 2004, le label fait paraître le DVD Master of Hardcore vs. Hellraiser. Dès 2005, en réponse aux critiques politiques et médiatiques à l'encontre de la scène gabber, MOH organise des soirées contre le racisme et le fascisme ; c'est à cette même période que le label fait paraître l'EP intitulé Time To Make A Stand. En 2008, le label joue au TT-Hall Assen devant plus de 15 000 personnes. En 2006, le label fait paraître le DVD de son événement The Genesis of the Hardcore Legacy, bien accueilli avec une note de 70/100 sur Partyflock. En 2007, il fait paraître le DVD de son événement Raise Cain, également bien accueilli avec une note de 70/100 sur Partyflock.
En mars 2010, la dernière compilation du label intitulée Masters of Hardcore 15 Years CD Giftbox est publiée. La même année, le label organise l'événement Symphony of Sins composé notamment de Korsakoff, Amnesys et Dyprax. Toujours en 2010, MOH annonce l'édition The Voice of Mayhem, pour la célébration de sa quinzième année d'existence. À cette occasion, une bande-annonce est mise en ligne et annonce l'événement pour le 6 mars 2010,,.
Le seizième festival MOH, intitulée The Depths of Despair, se déroule le 26 novembre 2011 à Anvers, en Belgique ; durant cet événement, Angerfist fait la promotion de son nouvel album intitulé Retaliate. Par ailleurs, en à peine une journée, l'événement affiche complet. Du 24 au 25 mars 2012, la dix-septième édition du festival The Torment of Triton se déroule au Lotto Arena d'Anvers en Belgique. Le 16 janvier 2013, la page officielle Facebook du label atteint 100 000 « j'aime ». Début 2014, le label annonce son retour à Bois-le-Duc avec un event appelé Empire of Eternity,. Après la refonte du contexte économique événementiel aux Pays-Bas en 2013, et à la suite du rachat d'ID&T, Masters of Hardcore s'impose désormais comme le principal label gabber au monde, selon le DJ Partyraiser.
En 2015, le festival célèbre ses 20 ans d'existence sous le titre 20 Years of Rebellion. Le label ouvre l'année 2016 avec son édition Raiders of Rampage.
Pour l'année 2019, plusieurs éditions du festival s'ouvrent : une en Autriche, une en Russie, une en Écosse (le 13 septembre), et une en Suisse (le 26 septembre) ; cette même année s'ouvre l'édition Vault of Violence.

### Continuité
L'édition 2020 du festival, qui devait normalement célébrer les 25 ans d'existence du label, se retrouve annulée à cause de la pandémie de Covid-19, mais est remplacée par un livestream intitulé Hardcore Therapy. L'édition 2021 est également annulée, mais l'expérience d'un livestream en réalité virtuelle est annoncée via un projet baptisé Pythian le 27 mars 2021. En 2022, Masters of Hardcore devient le premier événement de hardcore à réorganiser ses dispositifs où les visiteurs peuvent venir sans obligation de montrer un test PCR négatif.
Le label annonce en janvier son édition 2024 nommée Time Heist avec notamment Paul Elstak, DJ Mad Dog et Nosferatu pour le 30 mars 2024.

## Hymnes

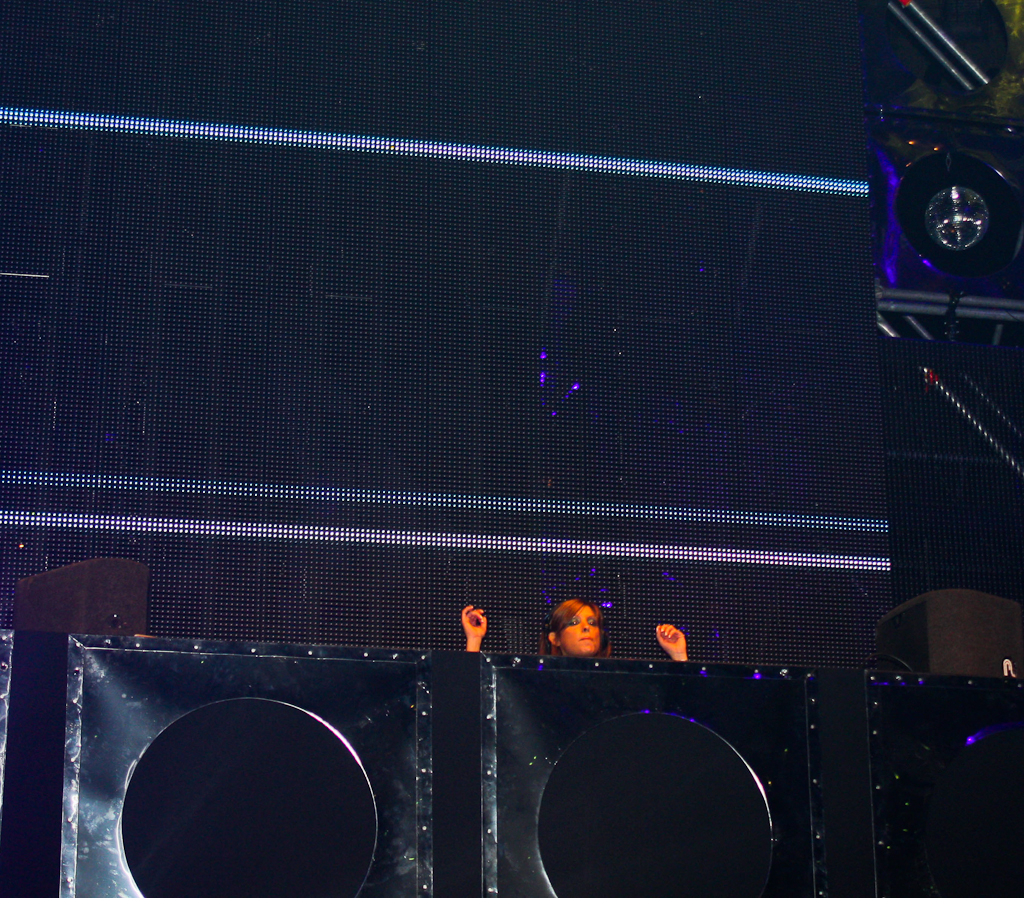
AniMe, Masters of Hardcore (Syndicate 2010).

- 2004 : Base Alert - Zoo (Pays-Bas, Beursgebouw Eindhoven)
- 2004 : Outblast feat. Korsakoff - Unleash the Beast (Pays-Bas, Thialf Stadion Heerenveen)
- 2005 : Angerfist - The World Will Shiver (Pays-Bas, Thialf Stadion Heerenveen)
- 2005 : Re-Style - Hardcore Psychopaths (Allemagne, Westfalenhallen Dortmund)
- 2006 : Bass-D and King Matthew - The Genesis (Pays-Bas, Bois-le-Duc, Brabanthallen)
- 2006 : DaY-már - Embrace The Night (Allemagne, Westfalenhallen Dortmund)
- 2007 : The Stunned Guys - Raise Cain (Pays-Bas, Bois-le-Duc, Brabanthallen)
- 2008 : Outblast - Infinity (Pays-Bas, Bois-le-Duc, Brabanthallen)
- 2008 : DaY-már - Pole Position (Pays-Bas, Assen, TT Hall)
- 2009 : Catscan - Design The Future (Pays-Bas, Bois-le-Duc, Brabanthallen)
- 2009 : Noize Suppressor - Pole Position Lap II (Pays-Bas, Assen, TT Hall)
- 2010 : Angerfist & Outblast - The Voice of Mayhem (Pays-Bas, Bois-le-Duc, Brabanthallen)
- 2010 : The Stunned Guys & Amnesys - Symphony of Sins (Belgique, Hasselt, Ethias Arena)
- 2011 : Dyprax feat. MC Tha Watcher - Statement of Disorder (Pays-Bas, Bois-le-Duc, Brabanthallen)
- 2011 : Angerfist - The Depths of Despair (Belgique, Antwerp, Loto Arena)
- 2012 : State of Emergency - The Vortex of Vengeance (Pays-Bas, Bois-le-Duc, Brabanthallen)
- 2012 : Korsakoff - The Torment of Triton (Belgique, Antwerp, Lotto Arena)
- 2013 : Re-Style - The Conquest of Fury (Pays-Bas, Bois-le-Duc, Brabanthallen)
- 2014 : Tha Playah feat. MC Tha Watcher - Eternal (Pays-Bas, Bois-le-Duc, Brabanthallen)
- 2015 : Bodyshock feat. MC Jeff - Legacy (Pays-Bas, Bois-le-Duc, Brabanthallen)
- 2016 : Miss K8 & MC Nolz - Raiders of Rampage (Pays-Bas, Bois-le-Duc, Brabanthallen)
- 2017 : Destructive Tendencies - The Skull Dynasty (Pays-Bas, Bois-le-Duc, Brabanthallen)
- 2018 : Angerfist & The Watcher - Tournament of Tyrants (Pays-Bas, Bois-le-Duc, Brabanthallen)
- 2019 : N-Vitral & Sovereign King - Vault of Violence (Pays-Bas, Bois-le-Duc, Brabanthallen)
- 2020 : Mad Dog & Dave Revan - Magnum Opus (Pays-Bas, Bois-le-Duc, Brabanthallen)
- 2022 : Mad Dog & Evil Activities - Immortal (Pays-Bas, Bois-le-Duc, Brabanthallen)
- 2023 : Nosferatu & Nolz - Cosmic Conquest (Pays-Bas, Bois-le-Duc, Brabanthallen)
- 2024 : Deadly Guns & Tha Watcher - Time Heist (Pays-Bas, Bois-le-Duc, Brabanthallen)
- 2025 : Angerfist & Nolz & Tha Watcher - Temple Of Resonance (Pays-Bas, Bois-le-Duc, Brabanthallen)